# 日本のTPP交渉及び諸議論
日本のTPP交渉及び諸議論（にほんのTPPこうしょうおよびしょぎろん）では、環太平洋パートナーシップ協定（TPP）の交渉における日本政府等の動向と、同協定に関する日本国内の諸議論について記述する。

## 日本の動向

### 概要
TPPは、一般の多数国間条約と同様の手続を経て締結される。まず、日本政府（内閣）が協定交渉への参加を表明し、関係国との間で交渉・協議を行い、協定の内容について合意が得られたときに採択・署名が行われる。次に、日本国内の手続として、内閣から国会に協定が提出されて承認が求められ（日本国憲法73条3号）、国会の承認が行われる。この後に、批准書の交換がされる場合は天皇が批准書を認証する（同7条8号）が、受諾や公文の交換のような簡略された手続きの場合は、天皇の認証を行わない。TPPは、国内法上手続きの完了を通知する文書の供託となっているため批准書は作成されない見込みである。その後、協定の定めによる条件を満たした上で協定の効力が発生する。
TPPについては、2010年3月にP4協定（環太平洋パートナーシップ協定）参加の4ヶ国（シンガポール、ニュージーランド、チリ及びブルネイ）に加えて、アメリカ合衆国、オーストラリア、ペルー、ベトナムの8ヶ国で交渉が開始された。その後、マレーシア、メキシコ、カナダ及び日本が交渉に参加した。

## 日本の交渉経緯

### 2010年（平成22年）
2010年（平成22年）10月1日、菅直人内閣総理大臣は、衆議院本会議所信表明演説でTPPへの参加検討を表明し、10月8日TPP交渉への参加を検討し、アジア太平洋自由貿易圏（FTAAP）の構築を視野に入れ、APEC首脳会議までに、経済連携の基本方針を決定する旨指示した。
11月8日、経団連の米倉弘昌会長は記者会見で「日本に忠誠を誓う外国からの移住者をどんどん奨励すべきだ」と述べ、TPPへの参加とそれに伴う海外からの労働者の積極受け入れを支持する発言をしている。
11月9日、政府は関係国との間での経済連携強化に向け、農業分野、人の移動分野および規制制度改革分野において、適切な国内改革を先行的に推進する旨閣議決定を行った。農業分野は関係大臣からなる「農業構造改革推進本部」を設置し、2011年（平成23年）6月をめどに基本方針を決定するとした。
11月13日、菅首相は2010年日本APECにおいて、交渉参加に向けて関係国との協議に着手することを正式に表明した。
11月30日、政府は「食と農林漁業の再生推進本部」を発足させ、首相、関係閣僚と民間有識者11人からなる「食と農林漁業の再生実現会議」を設置した。1月21日、同会議は農地集約による生産性向上などを提案している。
12月3日、第4回の拡大交渉会合に、日本はオブザーバー参加を打診していたものの、結局この参加は断られた。大畠章宏経済産業大臣は記者会見において、交渉会合の参加国はTPPに関する交渉で忙しく、個別接触も難しかったとしている。
12月9日、経済産業省は「農業産業化支援ワーキンググループ」を立ち上げ、経団連、日本商工会議所、全国商工会連合会等をメンバーとして農林水産省とは違った立場から農業の産業化を支援する作業部会を始めた。

### 2011年（平成23年）
2011年2月23日、菅首相は、衆議院予算委員会で当時は野党公明党の西博義議員から原協定を読んでいるかただされ「手に取って幾つかのページはめくった。概略についての説明を担当部署から受けた」と答弁した。
2月26日、政府は公開討論会「開国フォーラム」をさいたま市で開き、玄葉光一郎国家戦略担当大臣がアジアの活力を取り込む必要性を訴えた。一般参加者からは農業分野以外の情報を求める声が上がったが、平野達男内閣府副大臣は情報を集めている段階だとして十分な説明ができなかった。3月5日に金沢市で開かれた開国フォーラムで海江田万里経済産業大臣は、TPPは例外なき関税の撤廃が原則としつつ、交渉次第で1-5%の例外品目が設けられる可能性を示唆した。
3月11日、東日本大震災（東北地方太平洋沖地震）が発生。12日以降に6都市で開催が予定されていた開国フォーラムは中止となった。5月17日、政府は東日本大震災後の経済政策方針をまとめた「政策推進指針」を閣議決定し、TPP交渉参加の判断時期を当初の6月から先送りした。
10月11日、経団連の米倉弘昌会長はTPP交渉への早期参加を求めた。一方、10月24日、全国農業協同組合中央会（JA全中）は、1100万を超すTPP反対署名を政府に提出した。JA全中によるTPP交渉参加反対に関する国会請願の紹介議員は10月25日現在で355人と全国会議員の半数近くにのぼる。11月9日、経団連の米倉会長とJA全中の萬歳章会長が会談したが、主張は対立したまま平行線に終わった。地方自治体においては、2010年10月から2011年9月末までの1年間に、42の道県議会でTPP参加に「参加すべきでない」「慎重に検討すべき」「農業の国内対策が必要」などの意見書が採択されている。
10月29日、仙谷由人民主党政調会長代行は、前原グループの勉強会で「TPP反対でわめいて走っている」と反対者を批判し、関係者やその支援を受ける議員への積極的な切り崩し工作、中立化工作をかける旨を強調した。
11月9日、民主党の経済連携プロジェクトチームは、過去数10回の会合を踏まえ、TPPへの参加に関し「時期尚早・表明すべきではない」と「表明すべき」の両論があったが、前者の立場に立つ発言が多かったとし、政府には以上のことを十分に踏まえた上で、慎重に判断することを提言するとした。この提言を受け、野田佳彦内閣総理大臣は予定していた翌10日の記者会見を先送りし、11日衆・参両院は予算委員会のTPP集中審議が行われた。同日午後8時、反対意見も未だ根強く議会も二つに割れる中、野田首相は記者会見において、翌12日から参加するホノルルAPEC首脳会合において、TPP交渉参加に向けて関係国との協議に入る旨を表明した。
11月11日、野田首相は「交渉参加に向けて関係国との協議に入る」と表明した。
12月13日、政府は省庁横断の一元的な参加交渉体制の概要を決めた。内閣総理大臣を議長とした全閣僚ならなる包括的経済連携に関する閣僚委員会のもとに、上部から国家戦略担当大臣、内閣官房長官、外務大臣、経済産業大臣、農林水産大臣らからなる関係閣僚会合、次に各副大臣や政府代表からなる幹事会、下部の50人規模からなる事務局は関係省庁次官級/局長級会合のもとに交渉参加国別の折衝、国内の業界団体や関係省庁との調整、交渉状況の情報公開などを担う3つのチームからなる。
12月22日の第6回国家戦略会議決定を踏まえて同月24日に閣議決定された「日本再生の基本戦略」でも、当面重点的に取り組む施策の1つとして、「環太平洋パートナーシップ（TPP）協定の交渉参加に向けた関係国との協議」が挙げられ、「交渉参加に向けて関係国との協議を進め、各国が我が国に求めるものについて更なる情報収集に努め、十分な国民的議論を経た上で、国益の視点に立って、TPP についての結論を得る。」とされている。

### 2012年（平成24年）
1月26日、政府は事務局を70人体制とし、地方、業界団体などへの説明、交渉参加国との事前協議状況説明など全国的な広報活動やシンポジウムを行う方針とした。この日までにベトナム、ブルネイ、ペルー、チリと日本政府代表団は事前協議を行い日本の交渉参加の歓迎の意向を得たとしている。残り5か国へも代表団派遣を早期に行うとした。
前者4か国との協議の結果について詳しくは、2月2日に公表された。5月18日、大島正太郎を内閣官房内閣審議官に採用し、関係国との協議を担当する政府代表に任命。

### 2013年（平成25年）
2月22日、前年12月に行われた衆議院議員選挙で自由民主党は「『聖域なき関税撤廃』を前提にする限り、TPP交渉参加に反対します」と選挙公約に明記しており、安倍晋三内閣総理大臣はバラク・オバマ米大統領と会談し、「聖域なき関税撤廃が前提ではないと認識に立ちました」と述べた（聖域なき関税撤廃を前提としていないTPP交渉には参加する）。
3月13日、自民党のTPP対策委員会（西川公也委員長）は、交渉参加に関する決議を採択した。交渉参加においては、農林水産分野の重要 5品目等やこれまで営々と築き上げてきた国民皆保険制度などの聖域（死活的利益）の確保を最優先し、それが確保できないと判断した場合は、脱退も辞さないものとする、としている。聖域については、それまでレッドライン、デッドラインと呼んでいたものを上川陽子衆院議員の発言により、「死活的利益」に統一した。
3月15日、安倍首相がTPP交渉に参加を表明し、参加国にその旨通知するとした。また甘利明経済再生担当大臣兼経済財政政策担当大臣をTPPに関する総合調整の担当大臣に任命。
3月22日、甘利経済再生・経済財政担当相を本部長とするTPP政府対策本部を設置し、鶴岡公二首席交渉官が率いる対外交渉担当約70人と佐々木豊成国内調整総括官が率いる国内対策調整担当約30人を配置するとした。4月5日、内閣総理大臣決定により設置。本部長は経済再生担当大臣をもって充てると定められた。
4月12日、政府は米国とのTPP交渉参加の事前協議の決着をみたと発表。
4月24日、米国政府は日本の交渉参加を認めると米国議会に通知した。
5月3日、甘利経済再生担当相は3日、ハノイで、ベトナム首相のグエン・タン・ズンと会談し、TPP交渉で両国が連携、協力していくことで一致した。
7月15日から25日まで、マレーシアのコタキナバルで、第18回TPP交渉会合が開催された。期間中の7月23日午後（米国時間23日0時）、米国政府が日本との通商交渉に入ることを米国議会に通知した4月24日から90日の待機期間を経て（貿易促進権限）日本は正式に交渉参加となった。同会合には、甘利経済再生担当相、鶴岡公二首席交渉官らが出席した。
8月22日と23日、ブルネイで第19回TPP交渉会合が開催され、甘利経済再生担当相らが出席した。
10月8日、インドネシアのバリ島でTPP首脳会合が開催され、安倍首相、甘利経済再生担当相らが出席した。

### 2014年（平成26年）
2月22日〜2月25日の日程でシンガポールで閣僚会合が開催された。また閣僚会合に先立ち2月17日〜2月21日の日程で首席交渉官会合が開催された。

4月9日〜4月10日の日程で東京で日米閣僚協議が開催された。
4月16日〜4月18日の日程で米国のワシントンで日米閣僚協議が開催された。
4月24日の東京における日米首脳会談においてTPPについても協議され、これを受けて同日に日米閣僚協議が開催された。
5月1日〜5月19日の日程でベトナムのホーチミンで首席交渉官会合が開催された。。
5月19日〜5月20日の日程でシンガポールで閣僚会合が開催された。。
7月3日〜7月12日の日程でカナダのオタワで首席交渉官会合が開催された。。
9月1日〜9月10日の日程でベトナムのハノイで首席交渉官会合が開催された。。
9月23日〜9月24日の日程で米国のワシントンで日米閣僚協議が開催された。
10月25日〜10月27日の日程でオーストラリアのシドニーで閣僚会合が開催された。またこの前後（10月20日から24日、10月28日から11月2日）に首席交渉官会合）が開催された。。
11月6日〜11月10日の日程で中国の北京で首席交渉官会合（6,7日）、閣僚会合（8日）、首脳会合（10日）が開催された。。
12月7日〜12月12日の日程で米国のワシントンで首席交渉官会合が開催された。。

### 2015年（平成27年）
1月26日〜2月1日の日程で米国のニューヨークで首席交渉官会合が開催された。。
3月9日〜3月15日の日程で米国のハワイで首席交渉官会合が開催された。。
4月19日夜から4月21日未明で東京で日米閣僚協議が開催された。
4月23日〜4月26日の日程で米国のメリーランドﾞで首席交渉官会合が開催された。。
4月28日の米国のワシントンにおける日米首脳会談においてTPPについても協議された。
5月16日〜5月27日の日程で米国のグアムﾞで首席交渉官会合が開催された。。
7月24日〜7月27日の日程で米国のハワイで首席交渉官会合が開催され、続いて7月28日〜7月31日の日程で閣僚会合が開催された。。
10月5日、米ジョージア州・アトランタにてTPP交渉に参加する12カ国の閣僚会合で、5年半におよぶ交渉が大筋合意に達した。
全参加国が2年以内に国内議会等の承認手続きを終えられない場合でも域内の国内総生産(GDP)の合計が85%以上を占める6カ国以上が合意すれば正式に効力が発生し、その場合は世界のGDPの4割近くを占める自由貿易圏が産まれることになると試算されている。
日米間の投資においては、コーポレート・ガバナンスについて、社外取締役に関する日本の会社法改正等の内容を確認し、買収防衛策について日本政府が意見等を受け付けることとしたほか、規制改革について外国投資家等からの意見等を求め、これらを規制改革会議に付託することとした。
以下は、2015年に合意された交渉内容の一部で、協定発効となった場合に実現する項目である。詳細については国別に農林水産省や経済産業省などが大筋合意内容結果の概要を公開している。

### 2016年（平成28年）
甘利経済財政・再生相が1月末に辞任。のち高鳥修一・内閣府副大臣が政府代表に任命された。
2月4日、ニュージーランドにてTPP署名式が行われ、12カ国間で署名が行われた。
民進党が、政府の交渉資料の提示を要求したところ、自民党より全て黒塗りの資料が提示された。
3月24日、 第190回国会衆議院議院運営委員会で、環太平洋パートナーシップ協定の締結について承認を求めるの件及び環太平洋パートナーシップ協定の締結に伴う関係法律の整備に関する法律案を審査するため、環太平洋パートナーシップ協定等に関する特別委員会の設置を議決。(会派割当は自民28人、民主・維新・無9人、公明党4人、日本共産党2人、おおさか維新の会1人、改革結集の会1人)。同日、本会議で設置を議決。西川公也衆院議員が委員長に当選。
4月6日、 衆議院委員会にて、協定承認案及び関連法案の趣旨説明。
8月1日、 第191回国会衆議院本会議で設置が議決。
9月26日、 第192回国会衆議院本会議で設置を議決。塩谷立衆院議員が委員長に当選。
10月21日、 第192回国会参議院本会議で設置を議決。(会派割当は自民23人、民進党・新緑風会9人、公明党5人、日本共産党3人、日本維新の会2人、希望の会（自由・社民）1人、無所属クラブ1人、日本のこころ1人)。林芳正参院議員が委員長に当選。
10月25日、 衆院参考人質疑
10月26日、 衆議院地方公聴会(札幌市、宮崎県高千穂町)
11月4日、 衆議院委員会で協定承認案及び関連法案を可決。
11月10日、 衆議院本会議で協定承認案及び関連法案を可決。
11月11日、 参議院委員会にて、協定承認案及び関連法案の趣旨説明。
11月17日、 参議院地方公聴会（帯広市、茨城県水戸市）
11月25日、 参議院公聴会
12月9日、 参議院の委員会で協定承認案及び関連法案を可決。同日、参議院本会議で可決、成立。

### 2017年（平成29年）
1月20日、日本時間午前の閣議決定を経て、午後に政府は協定の国内手続の完了を在ニュージーランド大使を通じ寄託国ニュージーランドに通報した。なお、同日東部標準時午後、第45代アメリカ合衆国大統領ドナルド・トランプは就任直後に、ホワイトハウスのホームページで公式にTPPからの離脱を表明し、TPP離脱をアメリカ合衆国通商代表に指示する大統領覚書（Memorandum） に署名し、アメリカ合衆国通商代表部が協定の寄託国であるニュージーランド政府に脱退を通知

### 品目別交渉
コメ
日本は778%の高い関税を維持する一方で、最低輸入量に従い、1割に当たる年77万トンを無関税で輸入する。更にアメリカとオーストラリアからの無関税の輸入枠を新設する。これに対して、日本政府は新たな輸入枠で国内に入るコメと同量の国産米を備蓄米として買い入れ、価格への影響を抑えることを検討している。
肉類
牛肉、豚肉の関税を段階的に大幅に引き下げる。牛肉は現行の関税38.5%を当初27.5%に。その後段階的に引き下げ、16年目以降は9%となる。豚肉はソーセージなどに使われる安い価格帯のものへの関税は、現行の1kg当たり482円を当初は同125円に。その後段階的に引き下げ10年目以降は50円になる。日本政府は畜産農家の経営悪化を考慮して、参加国からの輸入量が急増した際に高い関税に戻す「セーフガード」（緊急輸入制限措置）を設ける方向で調整を続けている。
水産物
マグロ、サケ、マスなどは11年目までに、アジ・サバは12〜16年目までに関税撤廃する。
乳製品
バターや脱脂粉乳などの乳製品に低関税の輸入枠を設ける。チェダー、ゴーダ、クリームチーズなどは16年目までに関税を撤廃。2015現在の日本は国内の生乳生産の減少により、バター不足が慢性化し、一部輸入に依存する状態であった。
小麦
アメリカ、カナダ、オーストラリアに小麦の輸入枠を新設。当初は計19.2万トン、7年目以降は25.3万トンとし、関税は維持。代わりに国が輸入して製粉会社に転売する時に上乗せする輸入差益を発効から9年目までに45%削減。
酒類
ボトルワインの上限税率（125円／リットル）は、関税削減期間中は維持し、8年目までに関税を撤廃。清酒、焼酎は11年目にそれぞれ関税が撤廃されることが明らかになった。
自動車・自動車部品
日本から輸出する製品に対する関税の99.9%を撤廃する内容で合意した。
医薬品
加盟国のバイオ医薬品の独占的に販売を認めるデータ保護期間(製薬会社に独占的に販売を認める期間)が実質8年間とした。
もともと日本ではバイオ医薬品を含む新薬の再審査期間は原則8年間と規定されているため、結果的に国内事情に大きな変化は生じない公算が高い。
著作権
TPPの合意文書第18.77条6項（g）では「当該締約国の権限のある当局が、…告訴を必要とすることなく法的措置を開始するために職権により行動することができる」と著作権侵害罪の非親告罪化を定めている。これを受けて平成28年2月に文化審議会著作権分科会法制・基本問題小委員会において取りまとめられた「環太平洋パートナーシップ（TPP）協定に伴う制度整備の在り方等に関する報告書」等を踏まえ、以下の点につき改正法が成立、2018年（平成30年）12月30日から施行される事が決定した。
保護期間延長、有償著作物等の著作権等侵害等罪の非親告罪化、アクセスコントロールの回避行為の違法化、アクセスコントロールの回避行為の為の装置販売の刑事罰化、配信音源の二次使用に対する報酬請求権の付与、および損害賠償に関する規定の見直し。

### まとめ
これに続く形で10月7日、日本政府は「経済最優先」を掲げて、第3次安倍第1次改造内閣を発足させた。TPP開始に伴う農業の競争力向上などを目的として、今後の国内対策に森山裕農水相を初入閣させた。生産者の理解を得ながら農業を成長軌道に乗せる取り組みを行う方針とのこと。財政では、麻生太郎副総理兼財務相が財務的な農業対策に対応する方針。

## 日本とアメリカの間の動向
アメリカのオバマ前政権とUSTRは、拡大交渉会合の合意とは別に、独自に日本へのアプローチを続けている。日本の菅政権と野田政権もTPPについてアメリカとの関係を特別視していた。
2011年（平成23年）3月30日、ロン・カークUSTR代表はワシントンD.C.での講演会で、2011年東北地方太平洋沖地震の被害からの復興や福島第一原子力発電所事故の対処に日本政府は専念すべきなので、2011年6月までにTPPに参加するかどうかの基本方針決定の先送りを容認すると述べた。
9月21日、ニューヨークで開催された日米首脳会談で、オバマ米大統領は野田首相に、TPPへの早期交渉参加を強く要請し、EUとのEPA予備交渉を準備していた日本政府に対し、「日中韓、欧州連合（EU）との関係でTPP交渉の余裕がないのか。よく考えてほしい」と述べ、対して野田首相は「しっかり議論し、できるだけ早期に結論を得たい」と応じている。
11月13日、野田首相はオバマ米大統領とハワイ・ホノルルで会談してTPP参加の意向を伝達、会談後、アメリカ政府は「首相は全ての物品、サービスを貿易自由化交渉のテーブルに載せると述べた」との声明を発表した。これに対して、外務省は否定し訂正を要請したが、アメリカ政府は発言に誤りはなかったとし、発表の修正を認めなかった。
12月6日、USTRは日本のTPP交渉への参加についてアメリカ国内の業界団体など利害関係者から2012年1月13日までパブリックコメントを募集すると翌7日の連邦官報で公告する。
2012年（平成24年）3月1日、米国アジア・ビジネスサミットの席上、カトラーUSTR代表補は、TPPの内容について、次の通り指摘した。
- TPPは、日本や他国に医療保険制度を民営化するよう強要する協定ではない。
- TPPは、いわゆる「混合」診療を含め、公的医療保険制度外の診療を認めるよう求める協定ではない。
- TPPは、学校で英語の使用を義務付けるよう各国に求める協定ではない。
- TPPは、非熟練労働者のTPP参加国への受け入れを求める協定ではない。
- TPPは、他国の専門資格を承認するよう各国に求める協定ではない。

2013年（平成25年）4月12日、日米両国政府はTPP交渉参加の事前協議の決着に合意した。
4月24日、原加盟国と交渉国全11ヶ国が日本の交渉参加を認めたことより、米国政府は米国議会に日本の参加を認める意向を通知した。米国の通商交渉に関する規定に従い、この日から90日間の米国政府と米国議会の協議期間を経て正式に日本が交渉国として参加が認められる見通しとなり、7月23日午後から日本は交渉会合に参加した。

### アメリカから日本への要求と対応
アメリカが貿易障壁とみなしているものは、USTRが公表している「外国貿易障壁報告書」に見ることができる。2011年（平成23年）の報告書では、農林水産物の輸入政策、郵政・保険・金融・物流・電気通信・情報技術（IT）・司法・医療・教育のサービス障壁、知的財産保護及び執行、建設建築及び土木工事・情報通信（IT）の政府調達、投資障壁、反競争的慣行、その他、透明性・商法・自動車及び自動車部品・医療機器及び医薬品・血液製剤・栄養補助食品・化粧及び医薬部外品・食品及び栄養機能食品の成分開示要求・航空宇宙・ビジネス航空・民間航空・運輸及び港湾、を挙げている。

#### 金融分野
金融分野において、自見庄三郎郵政・金融担当相が、2011年（平成23年）11月9日の記者会見で、TPPに関連してアメリカが日本の郵政改革に関心を持っているとし、その件で同年8月にブレイナード財務次官から指摘を受けたと話している。

#### 医療分野
医療分野においては、2011年（平成23年）11月7日、外務省は民主党プロジェクトチーム（PT）総会にて文書で「議論される可能性は排除されない」との見解を表明した。
2011年（平成23年）9月、アメリカ合衆国通商代表部（USTR）は「医薬品アクセス強化のためのTPPでの目標」（以下の9項目）を公表した。
- 革新的医薬品・ジェネリック医薬品へのアクセスの、「TPPアクセス・ウィンドウ」を通じた迅速化
- ジェネリック医薬品の製造業者にとっての法的予見性の強化
- 医薬品に対する関税撤廃
- 税関における障壁の低減
- 模倣医薬品の貿易阻止
- 各国内における医薬品の流通障壁の低減
- 透明性と手続きの公平性の強化
- 不要な規制障壁の最小化
- TRIPS及び公衆衛生に関するドーハ宣言[108] の再確認

日本医師会など医療四団体や民主党の反対派は、今後の協議において、混合診療、病院の株式会社経営の許可等をアメリカが要求する可能性があるとしている。
一方、西村康稔衆議院議員は、USTR代表補で日本担当のカトラーが日本の皆保険制度については何も要求しないと明言したとしている。
また、2012年（平成24年）3月1日、米国アジア・ビジネスサミットにおいて、USTR代表補のカトラーは、TPPが他国や日本に公的医療保険制度の民営化を求めるものではなく、また、「混合診療の解禁」を求めるものでもない旨、明言した。だが、規制改革会議が「混合医療の解禁」を提言した。

#### 農業分野
農業分野においては、筒井信隆農林水産副大臣はコメを例外品目と主張すると発言していた。しかし、アメリカ内では日本の交渉参加にあたって全米商工会議所 (en) など43団体が、「いかなる産業分野、商品、サービスも除外しない包括的な協定を達成すること」を要請する嘆願書を大統領に提出しており、アメリカ政府も11月12日、13日のAPECで野田首相に全品目の関税撤廃の原則受け入れを求めている。

#### 製造分野
製造業分野においては、日本の自動車市場が閉鎖的とされ、APECではその開放が要求されている。対して11月15日の記者会見で日本自動車工業会の志賀俊之会長は反発、「どこを閉鎖的と言っているのか、具体的な中身を知りたい」と語っている。

#### 日米事前協議
さらに、2011年（平成23年）12月15日にカトラーUSTR代表補がTPP交渉参加を巡る事前協議で、「日本の自動車市場について懸念を示すだけでなく、いかに米国車に市場開放できるか提案したい」と語っており、また同氏はAPECにおいては「米国車の対日輸出拡大について「（事前協議で）カギとなる重要性がある」」としており、アメリカの要求は一層強さを増している。対して、日本側は経産省が「何が障壁なのかわからない」と戸惑うなど、その姿勢には食い違いが見られる。
2013年（平成25年）4月、日米の事前協議で合意された内容は、「日本が、自動車分野と保険、食品の安全基準など非関税措置の分野で、アメリカに譲る」こと。TPP交渉と並行してTPPの日米協議も、続けること。アメリカは、TPPで認められる限度まで、自動車への関税を撤廃することを猶予。「アメリカが、関税を撤廃するまでに10年程度かかる可能性がある」と報じられた。

TPPの日米協議で合意された内容は、TPPが 発効 した時点で拘束力を持つ。
2013年（平成25年）11月14日、マイケル・フロマンUSTR代表は、ワシントン市内で開かれた日米財界人会議で講演し、交渉について、年内妥結の目標に向け「日本を含む全参加国は厳しい決断が必要になる」と述べ、交渉加速に向け日本に妥協を促した。

## 関連資料

### 日本と関係国との貿易協定
| 原加盟国 | シンガポール     | 日本・シンガポール新時代経済連携協定 日本・ASEAN包括的経済連携協定 |
| 原加盟国 | チリ             | 日本・チリ経済連携協定                                             |
| 原加盟国 | ニュージーランド |                                                                    |
| 原加盟国 | ブルネイ         | 日本・ブルネイ経済連携協定 日本・ASEAN包括的経済連携協定           |
|          |                  |                                                                    |
| 交渉国   | アメリカ合衆国   | 日米貿易協定(未発効）                                              |
| 交渉国   | オーストラリア   | 日本・オーストラリア経済連携協定                                   |
| 交渉国   | ベトナム         | 日本・ベトナム経済連携協定 日本・ASEAN包括的経済連携協定           |
| 交渉国   | ペルー           | 日本・ペルー経済連携協定                                           |
| 交渉国   | マレーシア       | 日本・マレーシア経済連携協定 日本・ASEAN包括的経済連携協定         |
| 交渉国   | カナダ           | 日本・カナダ経済連携協定（交渉中）                                 |
| 交渉国   | メキシコ         | 日本・メキシコ経済連携協定                                         |

## 経済効果の試算
2010年（平成22年）10月、菅内閣で内閣府からGTAP (en) モデルによる各種EPA参加のマクロ経済効果分析が発表された。2013年3月15日、安倍首相がTPP交渉参加を表明した同日安倍内閣は試算を発表している。
| 参加対象                          | 実質GDP                     | 備考                   |
| --------------------------------- | --------------------------- | ---------------------- |
| FTAAP+日EU（完全自由化）          | +1.62%（8.0兆円）           |                        |
| FTAAP（完全自由化）               | +1.36%（6.7兆円）           |                        |
| TPP+日中+日EU（完全自由化）       | +1.23-1.39%（6.1-6.9兆円）  |                        |
| TPP+日中+日EU（輸入だけ一部例外） | +0.84-1.11%（4.1-5.5兆円）  | 国内支援措置等の参考値 |
| 日中EPA（完全自由化）             | +0.66%（3.3兆円）           |                        |
| TPP（完全自由化）                 | +0.48-0.65%（2.4-3.2兆円）  |                        |
| 日中+日EU（一部例外）             | +0.50-0.57%（2.5-2.8兆円）  |                        |
| 日米EPA（完全自由化）             | +0.36%（1.8兆円）           |                        |
| 日EUEPA（完全自由化）             | +0.36%（1.8兆円）           |                        |
| 日中EPA（一部例外）               | +0.27%（1.3兆円）           |                        |
| 日EUEPA（一部例外）               | +0.24%（1.2兆円）           |                        |
| いずれもなし                      | ▲0.13-0.14%（▲0.6-0.7兆円） |                        |

- 試算結果は一定の前提に基づくので、数字についてはある程度幅をもって考えられるべきである。
- 双方がセンシティブ分野を自由化しない場合日本側のセンシティブ分野の国内生産のマイナスが小さくなるが、他の分野の国内生産のプラスも小さくなるため、総合すると日本の実質GDPの増加は小さくなる（センシティブ分野を自由化すればセンシティブ分野の国内生産はマイナスになる）。
- 関税を全廃するが国内支援措置等により、日本がコメ又はセンシティブ分野の国内生産を維持した場合の試算を本経済モデルで試算することは困難。
- 日本がTPPに参加せず日EUEPA、日中EPAも締結されない中で、韓国が米国、EU、中国とそれぞれFTAを締結する場合、我が国の実質GDPは、0.13-0.14%（≒0.6-0.7兆円）のマイナスとなる。

### 2010年（平成22年）10月農林水産省の試算
菅内閣で農林水産省は、「競合する国産品は、輸入品に置き換わる」「競合しない国産品は、安価な輸入品の流通に伴って価格が低下する」等の前提に基づいて、全世界を対象に直ちに関税を撤廃し、かつ、何らの追加対策も講じない場合、日本の農業及び関連産業の国内総生産 (GDP) が7兆9千億円程度減少、就業機会が340万人程度減少すると試算した。
しかし、農水省発表の過去に行われた輸入自由化の影響評価では高品質生果への転換により外国産と競合しなかった桜桃（さくらんぼ）の価格が輸入自由化後に上昇している、「味」・「安全性」など価格以外の要因による消費者の動向が考慮に入れられていないなど、試算の前提との食い違いも見られる。
篠原孝農林水産副大臣は、農水省試算は関税完全撤廃して何も対策を講じない仮定で損害額を計算した、品質の差も考慮に入れると計算がぐちゃぐちゃになるので価格で大差があるものは置き換えられる前提で計算した、内閣府と経産省の試算のGTAPモデルでは品目別の試算には使えないので農水省の試算とは比較できない（農業分野で7.9兆円減少しても他の分野で増加するから2.3兆円のプラスになるように見えるのは、前提条件が違うものを比較する数字のマジックである）としている。

### 2010年（平成22年）10月経済産業省の試算
菅内閣で経済産業省は、日本がTPPに不参加のままではEU・中国とのFTAも遅延するとの仮定の下、日本がTPP、EUと中国のFTAいずれも締結せず、韓国が米国・EU・中国とFTAを締結した場合、日本の自動車、電気電子、機械産業の3業種について、2020年に日本製品が米国・EU・中国で市場シェアを失うことによる関連産業を含めた影響について、実質GDP1.53%（10.5兆円）減少、雇用81.2万人減少と試算した。
経済産業省は、韓EU FTA、韓米FTA、韓中FTAが日本のTPP参加よりも先行することにより日本の輸出が減少することを前提にしてTPPの影響を試算している。

### 2013年（平成25年）3月政府統一試算
2013年（平成25年）3月15日、安倍首相が次の仮定におけるTPP交渉参加を表明した同日安倍内閣は試算を発表した。
- 関税撤廃の効果のみを対象とする仮定(非関税措置の削減やサービス・投資の自由化は含まない)
- 関税は全て即時撤廃する仮定
- 追加的な対策を計算に入れない仮定

農林水産物については以下のシナリオをGTAPモデルに組み入れて影響を試算。
- 内外価格差、品質格差、輸出国の輸出余力等の観点から、輸入品と競合する国産品と競合しない国産品に二分。
- 競合する国産品は、原則として安価な輸入品に置き換わる。
- 競合しない国産品は安価な輸入品の流通に伴って価格が低下する。

農林水産物生産額は3.0兆円減少で、日本経済全体で3.2兆円増加とした。
| 試算項目 | GDPへの影響        | 備考 |
| -------- | ------------------ | ---- |
| 消費     | +0.61%（+3.0兆円） |      |
| 輸出     | +0.55%（+2.6兆円） |      |
| 投資     | +0.09%（+0.5兆円） |      |
| 輸入     | -0.60%（-2.9兆円） |      |
| 合計     | +0.66%（+3.2兆円） |      |

この試算は、TPPに参加せずTPP発効約10年後における比較値であるとした。この試算は菅内閣が2010年10月に農林水産省、経済産業省と内閣府の3機関が別個に発表したものと異なり、政府機関での統一試算とした。
2014年度時点では、日本がTPP加盟国との間で輸出を占める割合は30.9%、輸入は24.6%と、比率では輸出の方が輸入を上回る。

## 議論

### 団体の主張
属する立場によって賛成と反対が真っ向から分かれている。
米倉弘昌経団連会長は記者会見で「TPPに参加しないと日本は世界の孤児になる」と語った。
一方で、全国農業協同組合中央会（JA全中）会長萬歳章は全国集会でTPP交渉への参加に反対する立場で挨拶を行った。

### 総論での賛否
日本のTPP加入は学者の中でも賛否が分かれている。

#### 賛成派
- 川崎研一内閣府経済社会総合研究所客員主任研究官は「日本でEPAの議論が活発になった背景は世界的なFTA競争では出遅れ、主要な輸出産業の競争力の低下が懸念されたからである。貿易自由化によって産業別の勝ち組、負け組の差はより大きくなる。農産物は輸入が増え国内での生産は大きなマイナスになり、自動車は輸出が増え、国内生産もプラスになり、電気機械は海外での現地生産が増加することになる。貿易が活発化するため、運輸や流通、商社を含めた貿易に関連する産業にとっては追い風になる。更に重要なのは『国を開く』というメッセージを海外に伝えることで、海外から資金や人を呼び込むことの方である[130]」「貿易を自由化する国々の間では貿易が促進されるが、第3国にとっては自国との貿易がその他の国々の間に転換される可能性がある。従って、この貿易促進効果と貿易転換効果のトレードオフの関係次第では、必ずしも貿易自由化の参加国の範囲が広くなればなるほど経済効果も大きくなるとは言えない。それぞれの国にとってベストの地域的な枠組みが存在する可能性が示唆される点は、政策当事者にとっては重要な関心事となるだろう[131]」と指摘している。
- 高橋洋一嘉悦大学教授は「貿易自由化が望ましいとの理論は経済学の中でも200年程度の長い歴史で実証されており、世界共有財産ともいえる英知である。貿易自由化によってマイナスはあるがプラスのほうが長期的に多いことがわかっている[132]」「自由貿易でメリットを受ける輸出関係者、消費者がいる一方で、デメリットになるのが輸入品と競合する国内生産者である。自由貿易の恩恵というのは、このメリットがデメリットを上回る[133]」「TPPで不利益を受ける人は必ずいる。そうした人に損をさせないように最大3兆円の所得移転をしても、国全体では3兆円のメリットがあるというのが、自由貿易である」と指摘している[133]。
- 若田部昌澄早稲田大学教授はは「市場の拡大が望ましいのは、それによって多数派が得をするからではなく、少数派の損を上回るだけの得が発生するからである。貿易自由化は典型的なプラスサムの世界である。厄介なのは、TPP推進派の側にも、反対派の側にもかつての重商主義的な、あるいは戦略的通商政策的な、つまるところゼロサム的な世界観が見え隠れすることである」と指摘している[134]。
- 国際政治学者の浅野貴昭は「TPP加盟によって農業のみならず、医療、金融、通信、政府調達等々の分野が国際競争にさらされ、海外からの単純労働力流入によって雇用は脅かされる上に、社会としてのアイデンティティーすら危うくなる、と懸念する向きもある。それに対して、TPPによって日本の医療体制が崩壊したり、移民が流入することなどありえず、そうした懸念こそ無知の産物であるとして、賛成派は反対派の声を退けるのだが、そうした懸念は、グローバル化が進む中での、国の医療システム、ビジネス環境、食品安全、人材活用といった諸分野の将来像を問う声でもあると考えるべきである」「本来、通商貿易政策とは、国際社会との関係を取り結ぶための手段の一つである。グローバル化は今や国際社会全体を一定の方向に押し流す潮流であり、日本だけがその流れから逃れることはできない。市場の自由化・統合はもはや世界規模の現象であり、少なくとも一律に国境の周りに壁を積み上げるような措置だけで何かを守るようなことは難しいと認識すべきである」「自由貿易協定は一義的には経済政策でありながらも、同時に外交ゲームの有力な手段であることは否めない。その点においては、日本のTPP交渉参加をいかに積極的に、主体的に位置付けることができるかが、今後の交渉に向けた重要な文脈となる」と指摘している[135]。

#### 否定派
- 中野剛志京都大学准教授は、日本はTPPのルール作りで主導的役割を果たすことができないため、日本の国際的な影響力や交渉力は全く強化されないどころか、TPPへ参加することで、EPAやFTAの交渉との矛盾が生じてしまい、TPP以外の貿易交渉において、日本の交渉範囲を狭め、選択肢を極端に減らしてしまい、むしろ日本の国際的な影響力や交渉力は低下の方向に向かうとしている[136]。また、EUやアメリカの不況は深刻化・長期化しており、高い失業率や需要縮小に悩んでいるため、日韓ともに欧米市場で輸出が伸ばせない可能性も十分にあるとしている。このような世界市場の情勢の中で、韓国が輸出を伸ばそうと努力しているのは、韓国がGDPの4割以上を輸出に依存する外需依存国だからであるが、日本はGDPに占める輸出の割合の比率は2割にも満たないという内需大国であり、韓国とは事情が異なるとしている[137]。さらに、経済産業省の見立てによれば、日本がTPPへの参加を表明すれば、念願のEUとのFTA交渉への道がひらけるとし、TPPはEUとのFTA交渉の手段に過ぎないとしている[138]。
- ジョセフ・E・スティグリッツコロンビア大学教授は、東京都内での講演で「TPPは期待するほど役に立たない、悪い影響をおよぼすかもしれない可能性もある。TPPのすべてが明らかになっているわけではないが、医療や知財についても議論されており、イノベーションが失われる危険性もはらんでいる」と指摘している[139]。
- 伊東光晴京都大学名誉教授は「TPP交渉に参加している10カ国は、地域的に拡散しており、産業特性、制度、伝統、発展の度合い、所得も異なっている。そんな中で、あらゆる規制をともにできない。一律にしたら、世界は先進国は工業、後進国は農業だけになってしまうからである」と指摘している[140]。

### 試算について
内閣府の試算について様々な意見がある。
内閣府試算を担当した川崎研一は「筆者の試算では、TPPに参加すれば日本のGDPは0.8%（4兆円）程度増加する。これは、10年ぐらい後の時点で振り返ったとき、自由化した場合としなかった場合の差と捉えるべきである。貿易自由化により経済が、毎年1%程度も押し上げられる訳ではなく、過大評価すべきではない」と指摘している。
中野剛志は内閣官房の資料「包括的経済連携に関する検討状況」では、TPPに関する経済効果の試算がなされているが、試算は様々な前提を置いた上で弾き出された参考値であり、現実を必ずしも反映しておらず、試算結果を政策の意思決定に用いようとする場合は、しばしば一定の結論を誘導しようとする意図が働くので、試算結果にバイアスがかかるのが一般的であるとしている。さらに、試算がデフレーションや通貨という重大な要素を考慮していないのではないか、という点を指摘している。
原田泰早稲田大学教授は内閣官房「関税撤廃した場合の経済効果についての政府統一試算」（2013年3月15日）について「これまでバラバラに示されていた数字が、政府統一見解として統一的な考え方に基づいた数字が示されたことには大きな意味がある」と指摘している。
原田泰は「TPPは、その批判者も認めているように広範なものであり、関税撤廃だけに焦点を充てるでは十分でない。試算の便宜から言えば、関税以外の効果を計算することは難しい」「内閣官房『EPAに関する各種試算』（2010年10月27日）は、内閣府、農林水産省、経済産業省のそれぞれが試算したものを並行的に紹介しているだけである。これらは異なった前提により計算され、当然に異なった結果となっている」と指摘している。原田泰は「TPPに参加した場合の経済全体に対する利益は3.2兆円、農林水産物の生産の減少は3兆円であるという。農業部門の生産減が3兆円という数字は、生産額としても過大であり、本来考慮すべき付加価値としてはさらに過大であると考えられる。私は農業部門の損失を1兆円と推計している」と指摘している。原田泰は「農林水産省の影響試算は主要農産物の関税を直ちに撤廃し、かつ何の対策も講じなかった場合である。経済産業省の基幹産業への影響試算は、韓国が幅広くFTA協定を結び、日本がまったくFTA協定を結ばない場合を考えている。それに対して、内閣府は、TPPを含む様々なFTA協定の場合を試算している。議論の中心はTPP参加の場合を考えているのだから、なるべくTPPの場合の影響試算を比べるのが良い」と指摘している。
高橋洋一は「TPPに関して農水省、経産省、内閣府がそれぞれ出した効果試算がどうしてまちまちの数字なのか。まず、農水省はTPPで打撃を受ける農業を所管する役所であり、TPP参加は農業の被害というマイナスを主張するのが農水省の役目だ。マイナス効果となれば、いずれ補助金が必要になるはずという計算も働き、補助金を多く獲得するためにも、マイナス効果をできるだけ大きく主張する。次に経産省はTPPで恩恵を受ける産業界の利益代弁者であり、TPPの効果をできるだけ大きく見積もり、産業界に恩を売りたい。恩恵を受ける業界がシンクタンクでも作ってくれれば、自分たちに天下りポストが回ってくる。最後は内閣府で農水省や経産省に比較すれば、特定の利権をもたないので、霞ヶ関官庁の中では一番包括的な試算をしている」と指摘している。高橋洋一は「政府は『10年間で3兆円』と説明してきたが、この数字の丁寧な解釈がなかった。マスコミは、この正確な意味を理解せずに『10年間で3兆円』との誤解を広めている。そのため、マスコミ情報を鵜呑みにしている反対派は、10年間累積で3兆円なので、年間3000億円に過ぎないと言っている。ちなみに、年間3000億円でもとても大きな数字である」と述べている。
エコノミストの山田久は「政府の推進方針を支える内閣府の試算（2011年10月）は、GDPを概ね10年間で2.7兆円押し上げるとしている。これは微妙な数値であり、年間に均せば0.54%の成長率押し上げにとどまる、という言い方にもなりかねない」と指摘している。
2013年3月19日、ピーター・ペトリ教授は東京都内で講演し、3月15日の日本政府の試算3.2兆円増大とするのは控えめで保守的であると指摘した。

### デフレーション懸念
TPPはデフレーションを悪化させるとする意見がある。
中野剛志は「TPPに参加するための農業構造改革」はデフレをさらに悪化させるので問題があり、たとえ効率性を上げるための改革に着手するにせよ、デフレを悪化せさないためにも、日本経済全体がデフレを本格的に脱却してからにすべきだとしている。また、2011年現在ある自由貿易の国際ルールや主流派経済学は、貿易自由化がデフレを悪化させるという事態を考慮に入れておらず、「デフレが懸念される場合、関税を上げてよい」という柔軟な国際ルールはできそうにもないとしている。中野剛志は「関税を撤廃し自由に取引すれば、その結果については全てフェアである」という主張に対しては、売り手と買い手で合意した値段が常にフェアであるとはかぎらず、市場で取引される値段とは違う「フェアな価格」があると反論している。これが普通の価格という社会的な合意、常識的な合意があり、それから逸脱した価格には人間は不快感や不公平感を覚えるとしている。中野剛志はTPPにおける経済産業省の基本的な関心は、欧米中の市場において、韓国との競争に勝ち残るということの一点に集中しており、TPPとは韓国との国際競争に勝つための手段であるとしている。しかし、グローバル化した世界において、国際競争力には、関税よりも通貨の影響が大きく、韓国企業の国際競争力の原因も通貨にあるとしている。
為替レートの変動のほうがより重要だとする意見がある。川崎研一は「価格効果の面では、関税撤廃に比べて為替レートの変動の影響の方が大きい」と指摘している

#### 反論
デフレ・円高対策を並列ですればいいという意見がある。
エコノミストの片岡剛士は「貿易自由化を進めることで、デフレから脱却することや円高を是正する可能性は低い。デフレ対策を進めることで、円高を是正することによる輸出促進効果はあるとはいえ、デフレは貿易自由化で期待される相対価格の歪み是正とは異なる問題である。デフレ対策をやらないのであれば短期的には何をやっても意味はないというのは、貿易自由化の効果が大きくはなく、かつ長期に渡り効いていくと考えられることからも正しい。しかしデフレから脱却できなければ何を行っても無駄というのではなく、デフレ脱却と貿易自由化の相乗効果から緩やかなインフレーションをともないながら成長力（生産性）の強化にもコミットすることが、むしろ必要である」と指摘している。
若田部昌澄は「現在（2011年）の円高はデフレとコインの裏表の関係にあり、TPPに入っても為替が円高に振れるならば元も子もない。TPPの利点を最大限に生かすためにも円高を是正すべきである。しかし、円高対策のほうが重要であるからといって、TPPの問題が重要でないということにはならない。ここで念頭に入れておくべきは『政策割り当ての原理』であり、これは原則として二つ望ましい政策目標があれば、二つの政策手段で対応するのが合理的とする考え方である。もちろん、デフレ脱却、円高是正を進めることで関税撤廃やルール交渉に影響が生じるのならば別の話である。しかし、TPP反対論者の多くはデフレと円高が進んでいるところでTPPを推進するのはおかしいといっているのだから、デフレ脱却、円高是正政策を推進することに何ら反対する理由はないはずである」と指摘している。
原田泰は「物価は金融政策で決まる。日本銀行は2%の物価上昇率目標を指示し、それを日銀に守らせる協定を結ぶという、インフレ目標政策を採用している。この政策によって日本はデフレから脱却できる。TPPがデフレをもたらすという議論の誤りが事実によって証明されるだろう」と指摘している。

### 自由貿易
自由貿易（国を開く）促進のためTPP加入の重要性を訴える意見がある。原田泰は「TPPに参加するのは日本が自ら国を開き、世界の中で重要な国であり続けることを宣言するものである」と指摘している。
日本はアメリカと比べても貿易の自由度は高く、それは国際的な統計からも出ている、日本はとっくに「開国」しており、戦後ずっとその恩恵を受けている国であると指摘す意見がある。
中野剛志は「『国を開く』という強い意志を示すメッセージ効果」があるとされるが、そのようなメッセージをアピールすることは、TPP交渉における日本の選択の幅を著しく狭めてしまうとしている。

### 安全保障
安全保障の面でTPP加入は重要であるとする意見がある。
高橋洋一は「TPPなどの貿易交渉は、純粋に経済的な動機から行われるのではない。同じ価値観を共有していることを示すために、安全保障などの非経済的で政治的なイメージ作りの観点から進められる」と指摘している。
経済学者の米山秀隆は「TPP参加の決断をしたということは、日本はアメリカと組んで主導権争いに参加する決断をしたことを意味する。それは参加国の間の相互依存関係を強化するのみならず、日米の同盟関係を側面から支援することにもつながりる。自由貿易交渉のグループという点だけに捉われると、個別の利害得失に議論が終始してしまうが、中国が軍事的にも台頭して海洋進出の意欲を高める中で、アメリカとの関係を強化することが、国際関係上の日本の国益を守る1つの手段になるとの大局的な認識を持つことがまず重要になる」と指摘している。

#### 反論
反論もある。
中野剛志はTPPに参加するか否かは自由貿易の程度の問題であり、自由貿易か鎖国かという問題ではないと指摘し、TPPへの不参加は戦後の自由貿易体制を否定するものでもなければ、日米同盟を否定するものでもないとしている。また、軍事的に不安定な関係にある国同士が自由貿易を行うことは難しいため、安全保障は自由貿易の基盤として必要だとする一方、自由貿易が安全保障の基盤になるかは議論の余地があり、貿易自由化が進めば進むほど、安全保障がより強固になるとは限らないとしている。それどころか、急進的な貿易自由化は世界を危険にさらし、対外的に攻撃的なナショナリズムを生みだす原因になるということは、世界の有力な知識人の間には昔からよく知られており、TPPによる急進的な貿易自由化で日本社会が不安定になり、結果として「鬱屈した反米ナショナリズム」が噴き上がる可能性すらあるとしている。
中野はこれらの事例として、
1. 経済人類学者のカール・ポランニーが『大転換』の中で、19世紀の急進的な自由貿易が社会を崩壊させ、その反動として全体主義が発生したと論じたこと
2. 国際政治経済学者のジョン・ラギー、ピーター・カッツェンスタインたちが、貿易自由化というものは社会を崩壊させないように漸進的に進められることではじめてうまくいくと論じていること
3. 哲学者のジョン・グレイや人類学者のエマニュエル・トッドがグローバル化は健全な民主主義である安定した社会を崩壊させると警告していること

を挙げている。
ジョセフ・E・スティグリッツは、東京都内での講演で「TPPの一部明らかにされている内容によれば、参加国はタバコに関する規制を課すことができなくなる。そうなると、アヘン戦争のようなできごとの二の舞になりかねない」と指摘している。

### アメリカ主導に対する懸念
TPPへの参加に対して「アメリカ政府の政治的圧力に迎合し、国益に反するもの」という、ナショナリズムに訴える反対論がある。
真壁昭夫信州大学教授は「アメリカは自国が主導してTPPの拡充を図り、それを最終的にFTAAPに結び付けることを構想している」と指摘している。
中野剛志はTPP交渉参加国十カ国のGDPのシェアを計算すると、アメリカが70%弱を占め、次いで日本が約25%、そしてオーストラリアが約4%、残り七カ国はあわせて約4%である。つまり、日米で約90%以上を占め、日本が参加した場合は実質的に日米FTAであり、「アジア太平洋」というのは名前だけである。TPP交渉参加国に日本を加えた10カ国の中で、日本が輸出できる市場は実質的にアメリカだけであるとしている。また、TPPで日本に有利なルールを作ろうとした場合、アメリカと対立することは避けられないが、2011年現在の日本はアメリカに妥協せず主張を押し通せるポジションになく、TPPにおいて日本がアメリカとともに経済統合の枠組み作りを主導することなどできないとしている。
中野剛志はTPPの作業部会は、アメリカ主導で展開され、日本は引き込まれようとしていると述べている。中野はTPPにおけるアメリカの狙いは次のようなものだとしている。TPPに日本を誘い込んだ上で、アメリカは日本の関税の引き下げと同時に、自国の関税の引き下げもするが、ドル安に誘導することにより、自国の市場を守るとしている。アメリカにとって関税とは、国内市場を保護するためのディフェンスではなく、日本の農業関税というディフェンスを突破するためのフェイントに過ぎず、このようにしてアメリカは、日本に輸出の恩恵を与えず、国内の雇用も失わずして、日本の農産品市場を一方的に収奪することができるとしている。
野口悠紀雄一橋大学名誉教授は「『TPPはアメリカのアジア戦略の一部』ということである。日本では、『TPPとは貿易自由化協定である』と単純に理解されていることが多い。しかし、これは自由化協定ではなく、『ブロック化協定』である。その目的は、太平洋経済圏にアメリカ流の経済ルールを確立し、中国の成長をけん制することである」「日本は、安全保障の面でアメリカに依存せざるをえないという事情があるので、TPPがアメリカの太平洋戦略である以上、それには参加せざるをえない。これは、最初から課されている制約条件である。つまり『経済的な利害得失を考慮してTPPに参加するか否かを選択する』というオプションは、日本には最初から与えられていない」と指摘している。
ジョセフ・E・スティグリッツは、季刊誌『kotoba』2013年夏号で「TPPはアメリカの陰謀だと揶揄する人もいるが、確かにそういう側面はある。こんなことは新しいニュースでもなんでもない。私が言いたいのは、貿易協定のそれぞれの条項の背後には、その条項を後押している企業があるということである。アメリカであればUSTR（アメリカ合衆国通商代表部）が、産業界の中でも特別なグループの利益、とりわけ政治的に重要なグループの利益を代弁している。USTRはアメリカ国民の利益を代弁しているわけではなく、ましてや日本人の利益のことはまったく念頭にない。アメリカの一部の利益団体の意向を反映するTPPの交渉は、日本にとってとても厳しいものになることを覚悟しなくてはならない。日本は本当に必死になって交渉する必要がある」と指摘している。また、東京都内での講演で「TPPは交渉のプロセスが明らかにされていない。それは透明性が欠如しているということである。米国はNSA（アメリカ国家安全保障局）を通じて他の国々の動向を確認できたが、他の国々はアメリカが何を考えているのかを把握できていない。つまり、TPPはアメリカの、それも米国企業の利益に資するものになるということである」と指摘している。
ジャーナリストの山田厚史は日米間事前協議でアメリカ側からは日本車への輸入関税継続が通告されて国民や国会に伏せられていたと主張している。
金子勝慶應義塾大学教授は「TPPはアメリカ・オバマ政権の通商政策の目玉であり、日本に大胆な規制緩和を迫ってくるだろう。年次改革要望書から何かが出てきてもおかしくない。日本政府は、国民に日本の国の根幹を揺るがすような、非常に大きなものがTPPであるということを説明するべきである」と指摘している。

#### 反論
TPP反対論の背後にあるのは、アメリカがTPPを通じて国に不利益な協定を締結させようとするのではないかという「アメリカ陰謀論」であるとする意見がある。
八代尚宏国際基督教大学客員教授は「TPPへの参加は、『アメリカの日本の国内市場参入を狙う政治的圧力によるもの』というような反米ナショナリズムを煽る論法が見られる。しかし、貿易や投資の自由化は双務的なもので、日本企業がアメリカ市場で自由に競争できる一方で、国内市場からアメリカ企業を締め出すという不公平は許されない。アメリカ政府の圧力で国益が損なわれるという論者は、暗黙のうちに、日本の既存生産者利益が国益と同じものと見なしている。しかし、アメリカ政府は、日本をアメリカ企業の独占市場にせよというのではなく、単に参入自由の競争市場にすることを求めているだけである。これは日本の新規参入企業と消費者にとっても、自由貿易と同じ利益を受けることを意味する。TPPを単にアメリカからの要求を突きつけられる場といった被害者意識ではなく、むしろ、アジア諸国の利益を代表して、例えば、国際貿易を撹乱させるアメリカの農業輸出補助金の撤廃等を要求する場とすることも、日本の大きな使命と言える」と指摘している。
伊藤元重東京大学教授は「たしかに、アメリカは貿易交渉で強引な動きをすることが多く、アメリカのやり方を押しつけてくる。ただ、日本とアメリカの利害を二国間関係だけで見てはいけない。アジア太平洋でどのような制度を構築していくのかという点で見れば、日本とアメリカの間には共通利益のほうが多い」「安全保障や対中関係など政治外交的な要素を考えず、経済的要素だけに議論を限定しても、アメリカは日本にとって重要な存在である」「TPPの交渉は進行形であり、しかも二国間交渉ではなく多国間交渉である。アメリカが仮に理不尽な要求を突きつけてきたとしても、ほかの参加国と協力すれば、十分跳ね返せるはずである。TPPはアメリカの陰謀だ、という人がいるが、ある意味その通りであるあらゆる貿易交渉は自国の利益を最優先するという意味での『陰謀』だからである。日本もその心で交渉に臨めばいい」と指摘している。
馬田啓一杏林大学客員教授は「2011年11月、APECハワイ会合でTPP首脳会議を行なわれたが、アメリカの主張がそのまま通る事はなかった。なんでもアメリカの主張を飲まされるというのは間違いである。日本政府に交渉力はないと指摘する人もいるが、経済産業省・外務省などは国益を損なわないように、非公式の交渉や情報収集を頻繁に行なっている」と指摘している。
若田部昌澄は「貿易額でみるとアメリカにとって日本の占める割合は40%弱にすぎないから、日本のアメリカにとっての重要性は誇張されている感がある。逆に貿易額でみると日本にとってアメリカは60%程度を占める」「反対派はアメリカとの交渉することそのものを嫌っているのではないか。あるいは『自発的に取引に入るならば利益がある』という前提を疑って、今回のTPPはアメリカから強要されたと考えているのかもしれない」と指摘している。また、「アメリカにとってTPPの交渉参加にメリットがあるのは明らかである。しかし、ゼロサム的世界観に立つのでない限り、アメリカが得をするから、そこに入ると日本が損をする、あるいはアメリカが日本に損を押し付けようとしているというのは短絡的である」「アメリカは強力に自国の利益を追求する交渉を進めるが、他の国も強力に交渉をしてくる。そこにはベトナムのような手ごわい国もある。オーストラリアやニュージーランドのように交渉に手なれた国もある。各種国内規制は今回のTPPでも維持されるし、民主党政権のアメリカが国内の労働規制や環境規制を開発途上国並みに引き下げることができるわけがない。アメリカがいろいろと注文を出してきたとしても、アメリカの思い通りになりにくい仕組みがまさにTPPである」と指摘している。
原田泰は「TPPに参加は、TPP締結国以外とは国を閉ざすということではなくて、すべての世界と自由な貿易を通じて繁栄を分かち合っていこうという決意を示すものである。したがって、TPPはアメリカを中心としたブロックで、中国を排除しようとするものではない。あらゆる国に対して、国際社会の平和と安全と繁栄のためになる自由な貿易と投資の共通のルールを定めようというものであり、いかなる国にも開かれているものである」と指摘している。
高橋洋一は「アメリカは巨大な自由貿易圏の構築のために、GDP世界第2位の中国を取り込みたいと考えている。中国が貿易・投資自由化の方向に乗ることができれば、アメリカ経済界は評価するだろう。オバマ政権としても、中国重視の方向が間違っていなかったといえる」と指摘している。

### 後発国である懸念
北海道新聞は社説で「先に参加した国が合意したルールを原則再協議できない条件」は不利だとしている。
なお、日本政府はそうした条件を提示されていないとしている。

### 守秘義務
日本共産党は、ニュージーランド外務貿易省のマーク・シンクレアTPP首席交渉官が公式サイトに掲載した情報 を元に「発効後4年間、内容公開せず」としてTPPが発効した後でないと国民が交渉内容を知ることができない危険があるとしている。
なお、マーク・シンクレアTPP首席交渉官は、ニュージーランド外務貿易省公式サイトに、最終TPP文書は批准前の議会審査の時点で公的に利用可能になるとする情報も掲載している。

### 農業分野への懸念
賛成派・反対派により主張が異なる。TPPに慎重な国際政治学者の浜田和幸は「TPPによって、米国・豪州・東南アジアから廉価な農作物が国内に無関税（2011年現在、コメ778%）で流入すれば、日本の農作物はその価格差から対抗ができない、放置すれば、NAFTA締結後のメキシコのように壊滅し、日本は食糧自給力を完全に喪失、以後、国民の食生活は投機の対象になるだろう、また農家は戸別補償が不十分なら、収穫品の価格低下により収入を減らし失職、日本全体の失業率を上げ、社会不安の要因にもなる。完全な戸別補償は可能だが、それは農業従事者（340万人）の数だけ公務員を増やすことと同義になり、国家にとって大きな負担になる」と主張している(pp130-142)。
中野剛志はTPPの農業輸出産業論は世界大不況という事態を全く考慮に入れていないのが難点であり、TPP参加による農業対策も、財政が厳しいという理由で予算が絞られている上、WTOのルールにも縛られそうになっているため、空手形に終わる可能性が高いとしている。
渡邊頼純慶應義塾大学教授は「TPPにより関税が撤廃されると海外の廉価な農産物との間に、競争激化が予想されるが、ヨーロッパ諸国のように農家への戸別補償の実施によって、ある程度までの農業の保護は可能である、また日本の農業は価格・効率面で欠点はあるが、集約型で独自の発展を遂げた為、特に米に関して味覚的に決して劣るものではない、社会面での対策・質面両方を掛け合わせれば、長期的には輸入農産物に対して対抗が可能である」としている(pp105-126)。
農林水産省の試算は、コメや小麦など関税率10%以上、生産品10億円以上（うち農産品19品目）の関税をTPP参加国ではなく全世界を相手に即時撤廃し、何ら対策も講じないという「あり得ない前提」の為、信憑性に欠ける(pp26-28)。
経済学者の山下一仁は日本の特異な農業保護のやり方を正せば200%を超える異常な高関税は必要なくなり米国やEUのような補助金でも対応できるとしている。

### 食の安全
TPP加入によって食の安全が脅かされるとする意見がある。
浜田和幸、小倉正行参議院議員政策秘書は、TPP以前から、米国は日本にBSE疑惑のある食品や遺伝子組み換え食品、多数の食品添加物、食品農薬残留値に対する規制の緩和を要求しており、TPPの原則「非関税障壁の撤廃」と、日本の食品の安全基準がリンクされる可能性は極めて高い、TPP参加後は従前の基準が「障壁」として、海外のメーカーに政府や自治体は提訴される恐れがあり、日本は高確率で規制の大幅な緩和を強いられる、一部の米国産牛肉や遺伝子組み換え食品の安全性は未知数で、EU全国を始め世界各国が厳しく規制しているところを考えると、こうした選択は食の安全の軽視と言えるとしている。
反論もある。
内閣官房は、TPP交渉では食品の安全性に関するリスク評価の透明性の向上や、国際基準との調和や情報共有、政府間の紛争の解決など、衛生植物検疫のルールに関することが議論されているだけであり、WTOの「衛生植物検疫措置に関する協定」（SPS協定）で認められた輸入食品の安全を確保するための措置を実施する権限を放棄させられるようなことは考えにくい、個別の食品安全基準の緩和は議論されていないとしている。
江田憲司衆議院議員は、WTO（世界貿易機構）のSPS（衛生植物検疫措置）協定では食品の安全基準はその国の責任で規制することが認められている、TPPの前身たるP4のSPSでは、「WTO のSPS 協定の権利と義務は制限されない」と規定されているからTPPでも踏襲されるだろう、どの国も安全性が確認された遺伝子組み換え食品しか流通を認めておらず異なるのは表示の義務付けだけ、米国は表示不要、日本は遺伝子組み換え材料が食品中に残存する製品のみ表示を義務付け、EUは遺伝子組み換え材料を使用したかどうかの表示を義務づけ、2002年のAPEC貿易大臣会合でも日本と同様の表示制度を持つ豪州やニュージーランドと共闘して米国要求を阻止した、SPS協定の科学的根拠があれば上乗せの厳しい基準を各国が設けることができる規定を盛り込んだのは消費者団体の意向を汲んだ米国でありBSEや残留農薬の国内規制も「科学的根拠」があれば正当化されるとしている。
なお、BSEにおける各国の過去の安全対策等は次のとおりであった

。
| 事象                         | EU             | アメリカ    | 日本   |
| ---------------------------- | -------------- | ----------- | ------ |
| BSE発生年                    | 1980年代頃     | 2003年      | 2001年 |
| BSE発生頭数                  | 190,571        | 3           | 36     |
| 反すう家畜への肉骨粉使用禁止 | 1988年〜1996年 | 1997年      | 2001年 |
| ピッシング禁止               | 2000年         | BSE以前から | 2009年 |
| 空気噴射スタンニング禁止     | 2000年         | 2004年      | なし   |
| 管理されたリスクの国に認定   | ？             | 2007年      | 2009年 |

### 医療分野
米国通商代表部から外務省が受け取った文書では革新的医薬品・ジェネリック医薬品へのアクセスの迅速化、ジェネリック医薬品の製造業者にとっての法的予見性の強化、医薬品に対する関税撤廃、税関における障壁の低減、模倣医薬品の貿易阻止、各国内における医薬品の流通障壁の低減、透明性と手続きの公平性の強化、不要な規制障壁の最小化の9項目を求めている（ただし、混合診療は含まれていない）。
日本共産党は、ジェネリック医薬品（後発医薬品）の供給を脅かす内容であるとしている。
日本医師会は国民皆保険制度の堅持を求めており、制度崩壊に繋がる「公的医療給付範囲の縮小」「医療機関の株式会社化」「混合診療の全面解禁」を行わないよう要求している。
なお、TPP交渉では、保険診療と保険外の自由診療を併用する混合診療の解禁や、株式会社の医療参入、公的医療保険制度については議論の対象となっておらず(p31)、USTRは日本の皆保険制度については何かを言うことはないと発言した
内閣官房は、TPP交渉で公的医療保険制度のあり方は議論の対象になっていない、日本の医療制度の根幹である国民皆保険制度を揺るがすことはないとしている。

### 金融・保険分野
USTRの『外国貿易障壁報告書』が郵便貯金の解放を要求している。
また、米国生命保険協会 (American Council of Life Insurers) は日本郵政傘下のかんぽ生命保険をターゲットに「国有保険が民間競争をゆがめている」と強調。郵政民営化進展で競争条件が公平になるまで、かんぽ生命に自前のがん保険販売を禁止する措置も求めている。
ジャーナリストの東谷暁は、「日本がTPPに参加すれば、アメリカの金融と投資が日本国内で加速し、郵政の簡保は市場を開放させられ、投資の対象として医療は民営化を要求され、政府事業へのアメリカ企業の投資が容易になり、これらの分野でトラブルを処理するアメリカ人弁護士の活動が拡大されるだろう」と警告している。

### 考えられるメリット・デメリット
| 論点           | メリット | 反論 |
| -------------- | --- | --- |
| 関税           | 江田憲司は、2.5%を撤廃してもメリットがないと曰う輩は企業のコスト感覚を知らない、「たった2.5%」でも車一台4-5万円違うので150万台以上米国に輸出する日本車メーカーにとっては死活的としその危機意識がTPP反対派には欠如しているとしている。 | 中野剛志は、日本は既に米国を除くTPP参加国のほとんどとFTA・EPAを締結済み（#日本と関係国との貿易協定参照）であり、関税面での実質的なメリットは、米国内における対日関税（2.5%等）の撤廃のみである、日本は内需88%の内需依存国であり、かつ対外貿易における米国のシェアは14%に過ぎない、よってTPPによって米国内での関税が撤廃されたところで、日本経済への波及効果は限定的であるとしている(pp91-96)。 |
| 経済・貿易     | 小宮山洋子厚生労働大臣は「成長しなければ復興財源も社会保障財源も出てこない。この時代に日本だけが鎖国をしていていいというわけではない」と述べた。 2011年11月のAPECで強い指導力を示す為にも、日本は一刻も早く、この近隣の連帯に参加し、経済交流・発展を図るべきである。また、TPPの参加によって、内閣府の試算によれば、2.7兆円のGDP波及効果が見込まれる。 片岡剛士は、政府試算は貿易自由化のみで排他的な国内規制やルールの撤廃・平準化を含む非関税障壁撤廃の影響については試算には含まれていないとしている。                                                                                               | 中野剛志は、TPP交渉参加国は、2011年11月現在9か国に過ぎず、日本を含めても10か国である、それは決して全世界ではなく、そればかりかアジアの先進国である中国・台湾も欠いており、地理的にも経済的にも、ローカルで中規模な国際連帯に過ぎない、また参加国の顔ぶれは、日米を除くと、残りは発展途上国か人口の限られる資源国・都市国家だけであり、これらの国々は内需が少なく外需依存（輸出依存）の構図を持っている、よって、日本が参加しても市場があまりに狭い為、輸出先としては利点がなく（米国については「関税」の項で上述）、むしろこうした国々の低賃金労働力によって生み出される安い産品・サービスによって、日本の市場も公共サービスも、食い物にされるだけである。経済的に日本にとっては、百害あって一利無し(pp42-55)としている。浜田和幸は、農水・経済産業省の試算が正しければ、TPP参加は3兆円の新たな富を生み出す一方で、10兆円を遥かに超える損失が出るので、日本全体の経済を考えれば参加を見送るのは当然である、としている(p30)。 |
| グローバル企業 | 小倉正行は、自動車メーカーをはじめとする日本の複数の大企業は、世界各地に工場・下請け企業を持ち、人件費・素材費・法人税・インフラ状況など展開する先々の国の諸条件を勘案しながら、コスト面を重視した効率的な運営を望んでいる、そうした諸企業において、TPPが掲げる9か国共通ルールの整備・貿易障壁の撤廃は、企業内貿易（部品のやり取りなど）をやりやすくし、企業利益の向上に繋がるとしている(pp171-175)。ただし、米自動車貿易政策評議会 (AAPC) は日本の自動車市場を閉鎖的とし、軽自動車規格の廃止を始めとした参入障壁の撤廃を強く要求しており、これに対しては、志賀俊之日本自動車工業会会長は反発している。 | 中野剛志は、一部の大企業はTPPによって潤うかもしれないが、海外に十分に事業展開のできない国内の中小企業には旨みがなく比較劣位に立たされる、そして国際障壁の撤廃によって、大企業の海外進出・日本空洞化の波は加速し、国内中小下請け業者への受注は減るであろう、またこうした大企業の法人税はその展開する先々の国に納められるであろうから、彼らの利益が日本国の税収を増やすとも限らない、つまるところ、大企業の利益が、日本・日本人の利益になるとは限らないとしている(pp144-153)。 |

| 論点                                               | デメリット | 反論 |
| -------------------------------------------------- | --- | --- |
| 労働者・移動の自由化 および 日本人の雇用と給与水準 | 小倉正行は、TPPへの参加により、参加国間の労働者の「移動の自由化」が促進されれば、TPP参加の東南アジアや南米諸国から低賃金労働者や技術者が多量に流入することになり、それは必然的に日本人の賃金の低下、労働環境の悪化、失業率の増大を招くとしている。 TPPでは「単純労働者はTPP交渉の対象外」とするが、TPPの作業分野「サービス貿易」には、建設サービス及び関連エンジニアリングの中に、（A-D）建築物・土木に関わる仕事、建設物の仕上げ工事等に携わる技術者が含まれており、これは実質的に労務者移動の抜け道となりかねない、と危惧する。 またこうした技術者には医師や看護婦、弁護士も含まれており、日本人医師や看護婦を増員せずに、海外医師らで補うのは、本末転倒、としている(pp132-142)。 | 内閣官房は、TPP交渉では、ビジネスマンの出張や海外赴任などに関する手続等を容易にすること等を主眼として議論されているのであって、単純労働者の移動や医師や看護師など個別の資格の相互承認の議論はない、単純労働者や質の悪い医師や看護師などが入国しやすくなることはない、環境基準や労働者の権利保護の水準を引き下げないようにすることが議論されているとしている。 ある程度の海外からの労働者の流入は起こるだろうが、それは日本の製造業に活力を与える。だけでなく、国内で低賃金労働力の雇用が可能になることにより、これまで日本で進んでいた工場・会社の海外移転、産業の空洞化は減速する。 江田憲司は、日本の貿易総額に占めるFTA比率が韓国、中国、米国に劣っていることを指摘し、米韓FTAの発効で無関税になることを見越してトヨタや東レが生産を海外に移している事例を挙げて、FTA競争に出遅れた現状で既に日本の産業の空洞化が着実に進んでいるとしている。 片岡剛士は、米国はソーシャルダンピング懸念している、TPPでは労働の規制緩和ではなく途上国の労働規制強化を求めている、米国は過去単純労働者の国際的な移動に反対してきた、途上国まで参加するTPPで資格統一を図ろうという議論が出る可能性はかぎりなく低い、わが国の労働環境は米国と比較してよいとはいえないから米国医師が日本で働きたいと考える可能性も低いとしている。 |
| 格差                                               | | R. Lawrence、M. Slaughter、J. Sachs、H. Shats、A. Woodらは、計量分析によれば、貿易が国内の所得 格差の主因にはなっておらず、国内所得格差の拡大の主因は技術革新であるとした 。 |
| 地方経済                                           | 浜田和幸は、政府調達の公開入札基準額はWTOの政府調達協定から大幅に引き下げられ（物品・技術的サービスは5万SDR（約630万円）に、建設は500万SDR（約6億3千万円）になるとしている。 原協定で対象となっている中央政府機関および地方政府機関（Regional Governments）について詳しくは、原協定第11章のAnnex 11.Aを、物品、サービス、建設サービスの基準額は、原協定第11章のAnnex 11.Cを参照のこと。 また、同氏は、地方自治体も外資に解放され、公共サービスの入札と競争は過激化し、外資の落札は相次ぐだろうが、彼らはその性質上、地元や国内の業者ほどには資金を現地に還流しないことから、地方経済の資金の循環は切れてしまう、金額的には日本の市場規模は、米国を除く他のTPP参加諸国の市場の数倍な為、公共工事の受注を通して、日本からは資金が国外に流出する（日本企業が獲得する海外受注分を、国内からの流出分が必然的に上回る）としている(pp182-186)。同氏は、TPP参加後日本語のみ入札で受け付けるとなればそれが非関税障壁として、提訴されかねず、国際競争入札の対象となる案件については英語で作成された必要書類のみ受理しなければならなくなる可能性がある、としている。その場合、地方の小さな建設業者などは英語で書類作成ができず、入札から事実上締め出されることになりかねない、としている(pp182-186)。 また、同氏は、TPPの政府調達基準が適用されると、日本の地域経済へのTPP参加国企業の参入が頻発する可能性があるとしている(pp182-186)。 | 内閣官房は、日本はWTO政府調達協定に加盟しているので既に外国企業の参入も認めている、これまで日本の公共事業への外国企業の参入実績はわずかである、WTO政府調達協定で求められる英語等による事務対応は調達物件の名称・数量・入札期日等を公示することのみとしている。 WTO政府調達協定では、基準額以上の政府調達（国だけでなく都道府県と政令指定都市の公共工事など物品・サービスの調達も含む）については外国企業が参入しやすいように一定の手続を取ることとなっている。2012年1月現在の、WTOの政府調達協定における地方政府の機関の基準額は、次の通りである。 \| 機関の区分 \| （万SDR） \| （万円） \| \| ------------------------------ \| --------- \| -------- \| \| 1. 産品 \| 20 \| 3,000 \| \| 2. 3. 及び4. 以外のサービス \| 20 \| 3,000 \| \| 3. 4. に関連する技術的サービス \| 150 \| 23,000 \| \| 4. 建設サービス \| 1,500 \| 230,000 \| |
| ラチェット規定                                     | 中野剛志は、ラチェット規定は現状の自由化よりも後退を許さない規定であり、後で何らかの事情により市場開放をし過ぎたと思っても規制を強化することが許されない、ラチェット規定が入っている分野は米国企業に有利な分野ばかりであるとしている。 | 内閣官房は、ラチェット規定は衛生植物検疫が規定される分野とは直接には関係なく、食品安全の基準を一度緩和すると再び厳しくすることはできなくなるということはないとしている。 潮田道夫帝京大学教授は、自由化を促進することにTPPの意義はあるのだから、その後退にあらかじめ歯止めをかけるのは当然である、そもそも、ラチェット規定は日本が過去にEPA交渉において他の国に要求したこともあるルールであるとしている。 WTOや米韓FTAでは輸入急増に対処する手段や生命や健康の保護のために必要な措置等のセーフガードが認められており、TPP原協定(P4協定)においてもWTOセーフガード協定上の権利と義務は確認されている。 |
| 参加                                               | 中野剛志は、国際ルール策定の場では多数派工作は常識だが、TPP交渉参加国の中に日本と同じような利害や国内事情を有する国はなく（超大国の米国か、外需依存の高い経済的小国ばかり）、日本が自国の有利なようにルールを主導して築ける可能性はほとんどない、としている(pp42-48)。 | 経済産業省は、韓国のFTA先行により日本の輸出が減少すると予想している。 みんなの党の江田憲司衆議院議員は、国際交渉では交渉スケジュールが予定通りに行く方が稀であり、TPP交渉も当初のスケジュールよりは遅れており、最終合意前に日本は交渉に参加できる、離脱が困難とするのは今の国際交渉の現実、ルール、過去の条約や協定等への知識不足からくる懸念であり、ルール上も実際上もいつでも離脱できるとしている。 2013年7月24日、マレーシアの首相ナジブは、朝日新聞のインタビューに応じて、国内産業の保護よりも自国系企業を育てることが大事で、多少のマイナス面は覚悟しなければならないとしながら、国益よりもマイナス面が大きいと判断した場合は離脱することも選択肢になると述べた。 |
| 技術                                               | 浜田和幸は、米国の意向やTPP作業部会で中小企業が取り上げられていることを併せて考えると、日本がTPPに参加した場合、非関税障壁の整理等で日本の中小企業の買収がより容易になるよう法改正を求められる可能性がある、としている。日本の技術力の売りの一つは中小企業であり、これらが買収により米国を中心とした海外に流出すれば、日本は誇るべき技術を喪失し、折角の目先の企業利益や輸出機会の増大も意味が激減する、としている(pp186-188)。現に2008年米国は、「年次改革要望書」において、海外投資家の日本企業のより容易な買収を可能とする法改正を求めており、こうした企業買収の容易化はTPPの作業部会の一つ、分野横断事項でも取り上げられている、としている(pp186-187)。 | |
| 機関の区分                                         | （万SDR） | （万円） |
| 1. 産品                                            | 20 | 3,000 |
| 2. 3. 及び4. 以外のサービス                        | 20 | 3,000 |
| 3. 4. に関連する技術的サービス                     | 150 | 23,000 |
| 4. 建設サービス                                    | 1,500 | 230,000 |

## 日本におけるTPPに対する反応

### 各政党の動向

#### 推進派の政党
自由民主党
党首脳部及び2012年12月に組閣された第2次安倍内閣は日本のTPP交渉参加を推進している。反対派の議員らはTPP参加の即時撤回を求める会を結成しているが、後に「TPP交渉における国益を守り抜く会」に変更している。
自民党は、2012年11月21日に発表した選挙公約で「（1）聖域なき関税撤廃を前提にする限り、交渉参加に反対する」、（2）自由貿易の理念に反する自動車等の工業製品の数値目標は受け入れない。（3）国民皆保険制度を守る。（4）食の安全安心の基準を守る。（5）国の主権を損なうようなISD条項は合意しない。（6）政府調達・金融サービス等は、わが国の特性を踏まえる。」の6項目を公約した。2011年11月8日の総務会で、TPP参加について十分に議論して判断すべきとして、APEC首脳会議での首相・野田の交渉参加表明に反対するという党方針を決定した が、TPP参加の是非には全く触れていない。
2012年12月に行われた第46回衆議院議員総選挙の結果、民主党政権が退陣して自民党政権が再建。この選挙では自民党衆議院議員のほとんどが反対を唱えて当選を果たしている。2013年2月の時点では自民党議員で作る反対派の議員連盟「TPP参加の即時撤回を求める会」に236人（全議員の62%）が参加していた。
第46回衆議院議員総選挙で自民党の党本部は「聖域なき関税撤廃を前提にする限り、交渉参加に反対する」と選挙公約に記載した。ただし地方選出の議員の中には、さらに踏み込んで交渉参加反対と明言したものもいる。中には「ウソつかない・TPP断固反対・ブレない・日本を耕す自民党!!」という文言を入れた政党ポスターを制作した支部もある。
2013年2月に行われた日米首脳会談の結果「一方的に全ての関税撤廃をあらかじめ約束することを求められるものではない」と全関税の撤廃ではなく例外となる分野を認めるという条件で安倍、オバマ両首脳は日本がTPPの交渉参加を行うことに合意した。これを受けて安倍首相は「聖域なき関税撤廃が前提でないことが明確になった」と述べた。また、他の5項目も必ず守ると記者会見で約束した。
- 推進派
  - 党内の推進派は「貿易自由化と農林水産業振興の両立に関する研究会」（中川秀直会長）という議員連盟を設立している。研究会は2011年10月27日に農業分野の改革案を発表した。これによると日本のTPP参加は、農作物の輸出促進につながり、貿易自由化と農業振興は両立できるため「TPP参加は日本にとって不利ではない」と結論づけている。
  - 石破茂衆議院議員はTPP交渉について「参加しない選択はあり得ない」と述べ、交渉参加に賛成する考えを示した。
  - 「TPP交渉参加表明に反対する決議案」が衆議院議院運営委員会に提出された際、同委員会の委員である小泉進次郎衆議院議員が「決議案には賛成できない」 と発言するなど、TPP交渉への参加を推進する立場を崩さなかったため、委員を交代させられた。
  - 推進派の主な議員 - 安倍晋三、河野太郎、石破茂、小泉進次郎、菅義偉

- 反対派
  - 自民党のTPP反対派は「TPP参加の即時撤回を求める会」（森山裕会長）を設立した。この議員連盟には衆参合わせて117人の議員が参加していた。
  - 2011年10月25日、全国農業協同組合中央会（JA全中）が「環太平洋連携協定（TPP）交渉参加に反対する請願」を衆参両院議長に提出した。この請願に賛同する自民党所属の議員は166人である。賛同議員の中には大島理森副総裁など党執行部の議員も含まれている。
  - 自民党が与党に復帰した2013年2月の時点では、自民党議員で作る反TPPの議員連盟「環太平洋経済連携協定（TPP）参加の即時撤回を求める会」に236人が参加している。しかし2013年3月には「TPP交渉における国益を守り抜く会」に変更されている。
  - 自民党の政務調査会の一つである総合農政・貿易調査会（加藤紘一会長）は2011年10月25日の会合で、TPPへの参加反対を決議した。
  - 自民党がTPP参加を論議するために設立した「外交・経済連携調査会」（高村正彦会長）の会合では、交渉参加に反対する立場で党内の意見集約を図るよう求める意見が相次いでいる。
  - しんぶん赤旗の調べによると自民党の北海道、青森、岩手、福島、沖縄の各道県連は、日本のTPP参加について反対を表明しているという。
  - 反対派の主な議員 - 小野寺五典、西田昌司、町村信孝、大島理森、稲田朋美、江藤拓

公明党
公明党は、日本のTPP参加に慎重である。東京の日比谷公会堂で2011年10月26日に行われた「TPP交渉参加に反対し日本の食と暮らし・いのちを守る全国決起集会」に井上義久幹事長が登壇し党幹部として反対を初めて正式に表明した。
全国農業協同組合中央会（JA全中）が衆参両院議長に提出した「環太平洋連携協定（TPP）交渉参加に反対する請願」には公明党所属の25名が賛同議員として名を連ねている。この中には、党の要役である井上幹事長も含まれている。
しかし、2012年12月に行われた第46回衆議院議員総選挙の結果、民主党政権が退陣して自民党政権が再建第2次安倍内閣発足以降、同党はTPP推進派に転じている。
日本維新の会
日本維新の会は日本のTPP参加に賛成している。第46回衆議院議員総選挙に向けて作成した党の公約にも「TPP参加」と記している。
日本維新の会の石原慎太郎代表は交渉参加について「原則的に賛成だ」と述べた上で、「全面的に何もかも自由化するのは危険だ。部分、部分について討論したらいい」と主張している。
ただし平沼赳夫など旧太陽系の党員の中にはTPPに対して慎重な姿勢をとる者もいる。
みんなの党
みんなの党は、日本のTPP参加に賛成している。
みんなの党の農業アジェンダでは、TPP参加表明後に、関税撤廃までの間に「平成の農業改革」を行いGDP30兆円産業を目指すとしている。
TPP推進の理由として江田憲司幹事長は、「資源に乏しく、人材と技術を駆使し「貿易立国」で国を開いて生きていくしかない日本にとって、TPP（環太平洋経済連携協定）への早急な参加は必要不可欠である」と主張している。農業政策については「我が国農業の足腰を強くし、農業を将来にわたって、成長・輸出産業に育てあげていくことだ」とする。
例外として川田龍平参議院議員は、TPP参加で日本の国民皆保険制度が崩れかねないとして、慎重である。

#### 反対派の政党
日本共産党
日本共産党は、党を挙げて日本のTPP参加に反対している。理由として、農林水産業に壊滅的な被害をもたらすこと、震災復興に悪影響となること、食品安全、医療、雇用、国民生活のあらゆる分野に被害を及ぼすことを挙げている。
2011年10月25日、全国農業協同組合中央会（JA全中）が「環太平洋連携協定（TPP）交渉参加に反対する請願」を衆参両院議長に提出した。この請願の紹介議員として志位和夫党委員長を含めた全議員が名を連ねている。
みどりの風
みどりの風は、党を挙げて日本のTPP参加に反対している。交渉に参加することにする必要はないと断言。特にISD条項の危険性を訴えている。
社民党
社民党は、日本のTPP参加に反対している。2011年10月24日に福島瑞穂党首が政府に「環太平洋経済連携（TPP）協定交渉への参加表明に反対する申し入れ」を行った。
2011年10月25日、全国農業協同組合中央会（JA全中）が「環太平洋連携協定（TPP）交渉参加に反対する請願」を衆参両院議長に提出した。この請願の紹介議員として福島瑞穂党首を含めた全議員が名を連ねている。
民主党の議員らが中心となり設立した議員連盟の「TPPを慎重に考える会」に福島党首らも参加している。
生活の党
生活の党は、日本のTPP参加に反対している。理由として、単なる自由貿易協定ではなく、日本の仕組みを大きく変えることになる協定であるからと主張している。しかし、小沢一郎代表は基本的に自由貿易推進の立場であり最低でもFTA推進。
立憲民主党
佐々木隆博衆議院議員をはじめTPPによる経済的損失が大きいとされる北海道選出議員が多いことや、連合内でも自治労や全国農団労など旧総評系の支持を受けている事からTPP反対派の議員が多い。但し、党内には菅直人元首相など民主党政権時代にTPPを推進していた議員も存在する。

#### 立場を明確に表明できない政党
新党改革
党としての立場は定まっていない。舛添要一代表はTPP推進派である が、荒井広幸幹事長は、2011年10月25日に全国農業協同組合中央会（JA全中）が衆参両議院議長に提出した「環太平洋連携協定（TPP）交渉参加に反対する請願」の紹介議員となっている。

#### 国会に議席を擁する政治団体と無所属の議員
沖縄社会大衆党
沖縄社会大衆党は日本のTPP参加に反対している。10月25日、全国農業協同組合中央会（JA全中）が「環太平洋連携協定（TPP）交渉参加に反対する請願」を衆参両院議長に提出した。この請願の紹介議員の一人として糸数慶子委員長が名を連ねている。
新党大地
新党大地は、日本のTPP交渉参加に反対している。
日本未来の党 (政治団体)
日本未来の党は、日本のTPP参加に反対している。
無所属の議員
中村喜四郎（衆議院議員・茨城7区）は、2011年10月25日に全国農業協同組合中央会（JA全中）が「環太平洋連携協定（TPP）交渉参加に反対する請願」を衆参両院議長に提出した際の紹介議員である。

#### その他・国会の動き
- TPP推進派が作る超党派の議員連盟には、2013年3月1日に結成された「TPP交渉推進議員連盟」がある。所属議員は民主党、日本維新の会、みんなの党の党籍を持つ。この議連の呼びかけ人は、民主党の枝野幸男衆議院議員、日本維新の会の中田宏衆議院議員、みんなの党の浅尾慶一郎衆議院議員など[260]。他に自民党系の推進派議員が2011年に結成した貿易自由化と農林水産業振興の両立に関する研究会がある。これには議員10数人が参加している。
- TPP反対派が作る超党派の議員連盟には、2012年2月に結成されたTPPを考える国民会議がある。所属する議員は民主党、生活の党、社民党、みどりの風の党籍を持つ。
- 2011年11月、沖縄県選出の国会議員の全議員8人の連名でTPPの反対声明を発表した[261]。

### 地方自治体
- 共同通信社が実施した環太平洋連携協定（TPP）の交渉に関する緊急アンケート（2011年10月下旬実施）では、賛成派の都道府県知事は、条件付き参加も含め全国で6人（静岡、愛知、大阪、大分、埼玉、広島）に留まった。反対派は14人（北海道、東北、四国、九州の大半）。賛否を保留したのは27人である。保留した知事からは、政府の説明不足を非難する声が目立った[262]。また東京都知事の石原慎太郎も10月28日の記者会見で反対を表明した。

#### 地方首長の協議会
- 全国市長会は、2012年9月18日に「環太平洋戦略的経済連携協定交渉に関する意見」を内閣総理大臣等に提出。この中には「本会はこれまで、TPP交渉参加のあり方に関しては、詳細な情報提供に基づく国民的合意を得た上で、慎重に判断されるよう強くめてきた」という文言が含まれている[263]
- 全国町村会は、2011年10月28日の会合で日本のTPP参加反対を決議した。主な理由として「農林漁業との両立困難」をあげている[264]。
- 東北市長会は、2010年10月18日に国会に日本がTPPへ参加することに対して慎重な対応を求める要望書を提出している[265]。
- 「四国4県町村長・議長大会」 は、2011年10月13日に開催した会合で、政府に対して環太平洋連携協定（TPP）への不参加を要望する特別決議を行った[266]。
- 九州市長会は、2011年10月20日の総会で、政府に対し環太平洋連携協定（TPP）交渉参加について慎重に審議するよう求めた[267]。

#### 地方議会
- 2011年1月21日の時点で、政府のTPP参加交渉に対して「参加に反対」か「慎重対応」を求める決議が1115の地方議会で行われたことが農林水産省の調べで明らかになっている。内訳は、都道府県議会が40、市町村議会が1075（うち政令指定都市の議会が8）となる[268]。
- 2011年10月20日、農水省は省に寄せられたTPPに関する意見書が1474件になることを明らかにした。そのうち「参加すべきでない」が72.6%、「慎重に検討すべき」が22.4%で、95%の地方議会が政府に対して、日本のTPP参加交渉に反対か慎重な立場で判断することを求めている。

### 国民世論

#### 世論調査
- 日本経済新聞が2011年10月31日付朝刊で報じた世論調査の結果によると、TPPに「参加すべきだ」と答えた人は45%で「参加すべきでない」32%を上回る結果となった[269]。
- 読売新聞社が2011年11月12日〜13日に実施した全国世論調査（電話方式）で、野田首相が環太平洋経済連携協定（TPP）交渉への参加方針を決めたことを「評価する」は51%で、「評価しない」35%を上回った[270]。
- 朝日新聞社が2011年11月12日〜13日の両日実施した全国定例世論調査（電話）によると、日本が環太平洋経済連携協定（TPP）に参加することに、賛成の人は46%で、反対の28%を上回った[271]。
- 産経新聞の2011年11月18日の調査（回答9125人（男性6527人、女性2598人））によると、「TPP交渉参加は日本に利益をもたらすか」に関してイエスが13%、ノーが87%に達し、「交渉参加をしても不利になった場合は離脱できると思うか」についても「思わない」が89%を占め、「政府の説明は十分か」についてはノーが94%を占めたと報道されている[272]。
- 2011年11月中旬の各社の世論調査[270][271][272] では、いずれも「政府の説明不足」を挙げる回答者が80%を超えており、賛否を問う以前の段階であることを物語っている。[誰によって?]
- 朝日新聞社が2013年3月16日〜17日に行った調査では、日本がTPPに参加することが賛成は53%、反対は23%。安倍総理が交渉に参加することを表明したこと評価するが71%、評価しないが18%[273]。
- 毎日新聞が2013年3月16日〜17日に行った調査では、安倍総理が交渉に参加することを表明したこと支持するが63%、支持しないが27%[274]。
- 読売新聞が2013年3月15日〜17日に行った調査では、安倍総理が交渉に参加することを表明したこと評価するが60%[275]。

#### 主な集会・デモ行進
- 推進派
  - 2011年10月26日東京・大手町のホテルで、伊藤元重東京大学教授ら経済学者が結成した「TPP交渉への早期参加を求める国民会議」がシンポジウムを開催し約400人が出席した[276]。
- 反対派
  - 2011年10月26日、東京の日比谷野外音楽堂でJAグループ等が主催する「TPP交渉参加に反対し日本の食と暮らし・いのちを守る全国決起集会」が開催され約3000人が出席した。集会には日本医師会、全漁連、全森連、生活クラブ生協連合会など様々な関係団体が出席し、TPPに反対する与野党の国会議員約160人も参加した[277]。
  - 2011年11月8日、JA全中や農水系団体、消費者団体等が主催する6000人規模の「TPPから日本の食と暮らし・いのちを守る国民集会」が東京の両国国技館で開催された[278][279]。
  - 全国各地でJAグループが主催するデモ活動や集会が相次いで行われている。集会には地方の首長や国会議員らなどが登壇する姿も見られる[280][281]。
  - 山形市では2011年11月7日、JA山形中央会や経済団体、消費者団体、医療団体が3000人規模のTPP参加阻止集会を開いた[282]。
  - 長野県上伊那郡中川村では2011年2月20日に村のJA支所、村商工会や村建設業協会など主要な各団体が村を挙げたデモ行進を村内で行った。このデモ行進は曽我逸郎村長が先導する形をとる異例なものとなった[283]。
  - 保守系市民団体の頑張れ日本!全国行動委員会は2011年11月4日に国会の周りで大規模な抗議活動を実施した[284]。

### 主な業界団体・社会運動団体等の動向

#### 推進・賛同を表明している各団体
財界・経済団体日本経済団体連合会、日本商工会議所、経済同友会、関西経済連合会、関西経済同友会、中部経済連合会、全国中小企業団体中央会、新経済連盟、日本フランチャイズチェーン協会
第一次産業西南農場
第二次産業日本鉄鋼連盟、日本自動車工業会、日本電気工業会、電子情報技術産業協会、日本繊維産業連盟、日本産業機械工業会、日本造船工業会、日本建設業団体連合会
貿易団体日本貿易会、日本機械輸出組合、日本医療機器産業連合会
法務系の団体日本税理士会連合会、アンダーソン・毛利・友常法律事務所、西村あさひ法律事務所
医療・福祉系団体亀田総合病院、河北総合病院
労働組合全日本金属産業労働組合協議会、ものづくり産業労働組合
TPP推進派の市民・有識者が組織した団体TPP交渉への早期参加を求める国民会議
社会運動団体・その他の政治団体大阪維新の会、幸福実現党、日本青年社

#### 反対・懸念を表明している各団体
第一次産業日本農業法人協会、全国農業会議所、農業協同組合（JAグループ）、全国森林組合連合会、林産物貿易対策全国協議会、全国漁業協同組合連合会（JFグループ）、日本ビート糖業協会、日本乳業協会、全国乳業協同組合連合会、中央畜産会、農民運動全国連合会、全国土地改良政治連盟、日本有機農業研究会
第二次産業全国製粉協議会、精糖工業会、日本分糖工業会、日本甘蔗糖工業会
財界・経済団体全国商工団体連合会、北海道経済連合会、北海道商工会議所連合会、札幌商工会議所、秋田県商工会連合会、山形県商工会連合会、宮崎県商工会議所連合会、鹿児島県商工会連合会
医療・福祉系団体日本医師会、日本薬剤師会、日本歯科医師会、日本看護協会、四病院団体協議会（日本病院会、全日本病院協会、日本医療法人協会、日本精神科病院会）、全国有床診療所連絡協議会、国民医療推進協議会、日本介護福祉士会、日本医療社会福祉協会、日本精神保健福祉士協会、日本放射線技師会、日本作業療法士協会、日本理学療法士協会、全国病院理学療法協会、日本柔道整復師会、日本視能訓練士協会、日本栄養士会、日本鍼灸師会、日本歯科衛生士会、日本医療事務振興協会、全国老人保健施設協会、全国腎臓病協議会、日本慢性期医療協会、全日本民医連、徳洲会
労働組合全労連、全労協、フード連合（連合の食品系部門）、青年非正規労働センター(連合の非正規雇用部門)、連合北海道、首都圏青年ユニオン、連帯ユニオン、協同センター・労働情報
生活協同組合・消費者団体日本消費者連盟、全国消費者団体連絡会、生活クラブ生協連合会、パルシステム生活協同組合連合会、食と農の再生会議、主婦連合会
法務系の団体日本公認会計士協会、日本行政書士会連合会、自由法曹団、日本国民救援会
環境保護団体グリーンアクティブ、エコ・コミュニケーションセンター（ECOM）、AMネット
TPPに反対・慎重派の市民と有識者が組織した団体TPPを考える国民会議 - STOP TPP !! 市民アクション - TPPから日本の食と暮らし・いのちを守るネットワーク
かつて国会に議席を擁していた政治団体新党日本、減税日本、新社会党
その他の社会運動団体・政治団体反貧困ネットワーク、アジア太平洋資料センター、プロジェクト99%、日本国際ボランティアセンター、オルター・トレード・ジャパン（ATJ）、APLA（Alternative People's Linkage in Asia） / あぷら、神道政治連盟、日本民主青年同盟、緑の党グリーンズジャパン、日本海賊党、世界経済共同体党、右派系の諸団体(一水会、維新政党・新風、頑張れ日本!、主権会、在特会)、左派系の諸団体（新日本婦人の会、革マル派、中核派、かけはし、労共党、AWC日本連)

### TPP違憲提訴
- 有志弁護士らが交渉差し止めと違憲確認を求め、日本国憲法第21条(表現の自由)に基づく国民の知る権利を、TPP交渉の内容は公式に明らかにされず公表されるのは協定妥結後になるとし、国の主権が侵害される恐れの1つとして投資家と国家の間の紛争を解決するためのISDS条項(企業や投資家が現地政府が協定に違反していると国際機関に提訴できる条項)が議題になっていることを強く懸念。遺伝子組み換え食品の表示、残留農薬の基準緩和、後発医薬品(ジェネリック医薬品)の販売規制、自動車の安全審査省略など日本で適用されれば、日本国憲法第13条(幸福追求の権利)や日本国憲法第25条(健康で文化的な生活を営む権利)を損ないかねないと指摘[331]。

## 関連する制度的基盤の整備
前原誠司外務大臣は、2011年1月6日、アメリカの戦略国際問題研究所における外交演説において、次の様に主張した。
なお、日本は、これまでもJICAの枠組みなどを利用しつつ、アジアにおける制度的基盤の整備への協力を進めてきた。その具体例としては、法務省法務総合研究所国際協力部による基本法（民法、民事訴訟法など）や司法制度の法整備支援、特許庁による知的財産制度の法整備支援 などが挙げられる。また、金融庁も、アジア諸国との間で、金融・資本市場に関する政策協調を推進していく方針を発表している。